# Otto Puchstein
Otto Puchstein, född 6 juli 1856 i Labes, Pommern, död 9 mars 1911 i Berlin, var en tysk arkeolog.
Puchstein bereste Italien, Balkanhalvön och Egypten 1881–83 och var 1883–96 direktorialassistent vid de kungliga museerna i Berlin. Han blev 1896 professor i klassisk arkeologi i Freiburg im Breisgau, deltog 1900–04 i utgrävningarna i Baalbek och utnämndes 1905 till generalsekreterare vid tyska arkeologiska institutets centraldirektion. 
Av Puchsteins arbeten kan nämnas Reisen in Kleinasien und Nordsyrien (med Carl Humann, 1890), Beschreibung der Skulpturen aus Pergamon: Gigantomachie (1895), Die griechischen Tempel in Unteritalien und Sizilien (med Robert Koldewey, 1899), Die griechische Bühne (1901), Führer durch die Ruinen von Baalbek (1905) och Die ionische Säule (1907). Han var en skicklig arkeolog, som utövade ett inte obetydligt inflytande på sin vetenskaps utveckling.